# Четвёртая пресвитерианская церковь
Четвёртая пресвитерианская церковь в Чикаго (англ. The Fourth Presbyterian Church of Chicago) ― культовое сооружение и пресвитерианская община в Чикаго, штат Иллинойс. Церковь включена в Национальный реестр исторических мест США.

## История
Четвёртая пресвитерианская церковь в Чикаго была образована 12 февраля 1871 года путём слияния Вестминстерской пресвитерианской церкви и Северной пресвитерианской церкви. Великий чикагский пожар уничтожил старое здание церкви, освящённое в день начала пожара, 8 октября 1871 года. После пожара церковная община построила новое здание церкви в 1874 году, расположенное на углу Раш-стрит и Супериор-стрит.
В 1912 году церковная община решила построить новое здание. Оно должно было расположиться на улице Пайн-стрит (в наши дни Мичиган-авеню), которая в начале XX века не была застроена. Пресвитерианская церковь наняла американского архитектора Ральфа Адамса Крама, который создал проект здания в неоготическом стиле. Крам одновременно работал над Четвёртой пресвитерианской церковью и над собором Иоанна Богослова в Нью-Йорке, однако только церковь в Чикаго была завершена и освящена в 1914 году, в отличие от собора Иоанна Богослова, строительство которого официально до сих пор не завершено.
Ральф Крам спроектировал и построил основное здание Четвёртой пресвитерианской церкви, однако приходской дом, монастырь, дом пастора и внутренний двор, расположенные к югу от храма вдоль Мичиган-авеню, были построены по проекту другого архитектора ― Говарда Ван Дорен Шоу. Четвёртая пресвитерианская церковь в Чикаго является самым старым сооружением на севере Мичиган-авеню (за исключением Чикагской водонапорной башни). Церковь была внесена в Национальный реестр исторических мест США 5 сентября 1975 года под номером 75000648.
По данным 2013 года Четвертая пресвитерианская церковь в Чикаго насчитывала 5540 прихожан и занимала второе место по величине пресвитерианской общиной в США.
В 2015 году в Четвертой пресвитерианской церкви был установлен самый большой орган на Среднем Западе США, оснащённый более чем восемью тысячами труб и стоивший три миллиона долларов.

## Архитектура
Четвёртая пресвитерианская была спроектирована архитектором Ральфом Адамсом Крамом в 1912 году в стиле неоготики.

## Известные пасторы
- Меланктон Вулси Страйкер ― пастор Четвёртой пресвитерианской церкви в Чикаго и девятый президент колледжа Гамильтон[5].